# Галина Стоянова
Галина Георгиева Стоянова е български политик от ГЕРБ, кмет на Казанлък (от 2011 г.).

## Биография
Галина Стоянова е родена на 19 октомври 1964 г. Завършва Профилираната хуманитарна гимназия „Свети Свети Кирил и Методий“ в Казанлък. От 1984 г. учи за детски учител в ИПКУ „Анастасия Тошева“ в град Стара Загора. През 1986 г. записва педагогика в ПУ „Паисий Хилендарски“ в Пловдив, където четири години по-късно се дипломира като магистър по специалността и започва работа. През 2007 г. завършва специалност „Корпоративен мениджмънт“ в Нов български университет в София.
В периода от 1995 до 2004 г. е директор на ЦДГ „Арсенал“ в Казанлък. През 1998 г. чрез фондация „Отворено общество“ и фондация „Стъпка по стъпка“ получава правото да бъде обучител за тренинги с интерактивни методи на работа по теми: работа в екип, решаване на конфликти, лидерски умения. През 2004 г. започва работа в община Казанлък, където отговаря за организацията и координацията на дейността на предучилищните заведения в общината. Две години по-късно заема длъжността директор на дирекция „Образование, култура и здравеопазване“. През 2005 г. завършва специализация по регионално развитие и планиране в Нагоя, Киото и Кобе (Япония) към японската фондация „Джайка“.

### Политическа дейност
През 2007 г. след проведен конкурс става административен секретар на община Казанлък. През 2009 г. е избрана за заместник областен управител на област Стара Загора с поверени ресори: „Устройство на територията“, „Социална политика и заетост“, „Образование“, „Здравеопазване“, „Култура“, „Държавна собственост“, „Туризъм“.
На местните избори през 2011 г. е кандидат за кмет на община Казанлък, издигната от ГЕРБ. На проведения първи тур получава 15820 гласа (или 46,14%) и се явява на балотаж с Васил Самарски, издигнат от БСП, който получава 7496 гласа (или 21,86%). Избрана е на втори тур с 20775 гласа (или 66,56%).
На местните избори през 2015 г. е кандидат за кмет на община Казанлък, издигната от ГЕРБ. Избрана е на първи тур с 20962 гласа (или 69,97%).
На местните избори през 2019 г. е кандидат за кмет на община Казанлък, издигната от ГЕРБ. Избрана е на първи тур с 15979 гласа (или 55,59%).